# جواكين بينتو
جواكين بينتو (مواليد 25 فبراير 1961) هو مبارز بالسيف كولومبي، مثّل بلاده في الألعاب الأولمبية الصيفية 1988.

## روابط رياضية
جواكين بينتو على موقع أوليمبيديا (الإنجليزية)